# Gallipienzo
Gallipienzo (baskijski: Galipentzu) – gmina w Hiszpanii, w Nawarze, o powierzchni 56,45 km². W 2011 roku gmina liczyła 115 mieszkańców.